# Рио Бланко
Окръг Рио Бланко (на английски: Rio Blanco County) е окръг в щата Колорадо, Съединени американски щати. Площта му е 8348 km², а населението - 6420 души (2017). Административен център е град Мийкър.

## Градове
- Рейнджли